# Агрегатор такси

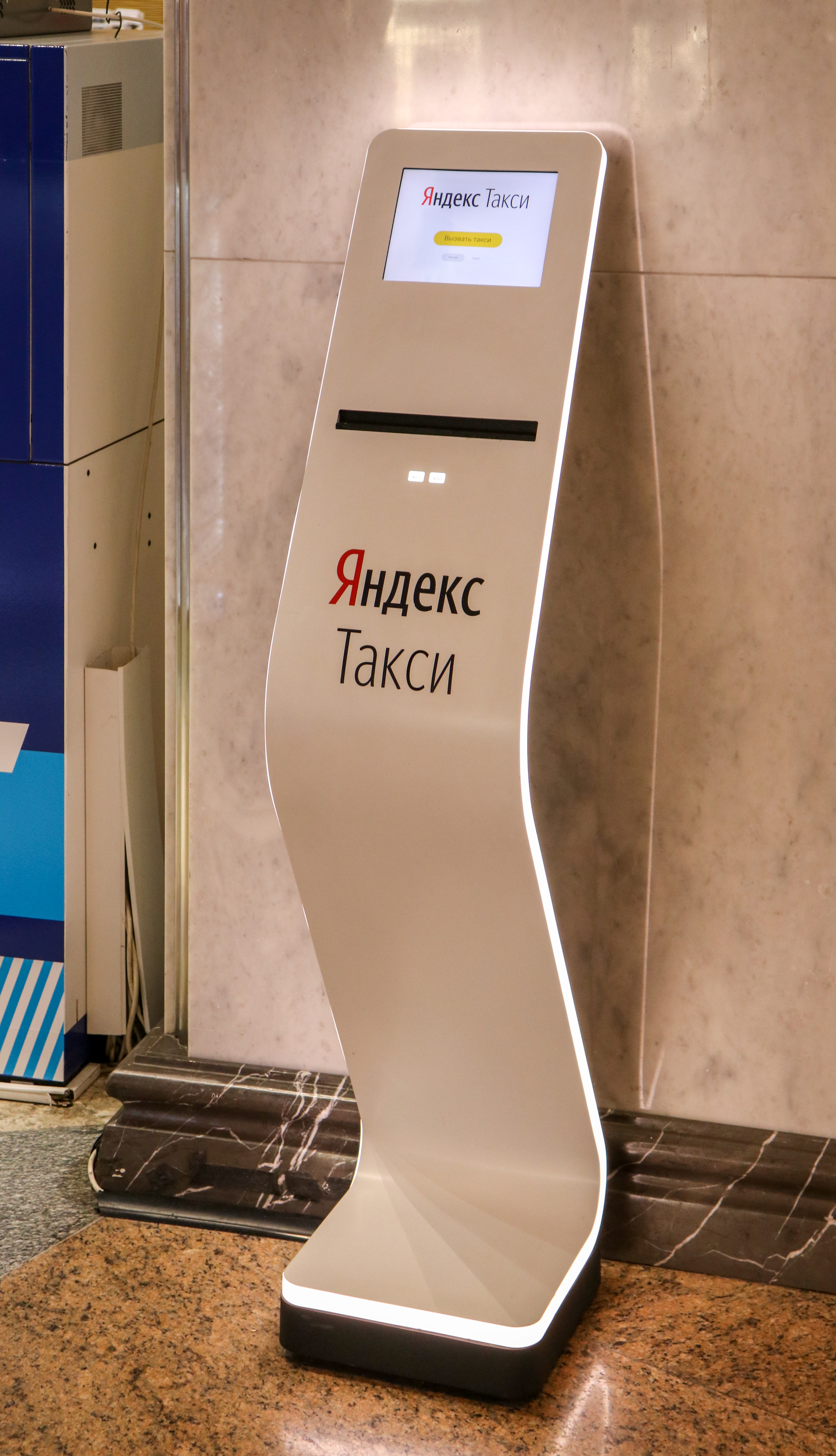
Стойка вызова «Яндекс.Такси» в магазине «Детский мир» (Москва)

 Агрегатор такси — транспортная компания, сервис онлайн-заказа такси, которая позволяет найти заказ и найти пассажира с помощью веб-сайта или мобильного приложения. Агрегаторы такси реализовали новые способы предоставления и потребления услуг такси, что в значительно повлияло на активное развитие сферы транспортных услуг. Агрегаторы могут конкурировать между собой, с классическими службами такси, с общественным и персональным транспортом, а также другими формами решения транспортных задач.
Агрегация — процесс объединения вещей или сумм в единую группу или итог. Агрегатор такси собирает спрос от клиентов, затем собирает предложения от водителей и принимает решение о выборе исполнителя за клиента. Ни исполнители, ни клиенты не могут ни на что повлиять в рамках платформ агрегаторов.

Противоположно агрегатору работают маркетплейсы, где интернет-платформа не регулирует отношения исполнителя и покупателя и не принимает решение о выборе клиентом водителя. Деятельность маркетплейса ограничивается техническим процессом эксплуатации и предоставления доступа к сети связи, по которой передается информация, предоставляемая третьими лицами, или где она временно хранится. Маркетплейсы не должны контролировать сделку.

## Суть сервиса
Агрегаторы работают на двустороннем рынке, где обе стороны, пассажир и перевозчик являются потребителем услуги агрегатора. Для пассажира агрегатор предлагает удобный способ запроса на транспортную услугу. Для водителя агрегатор является поставщиком информации о запросе на перевозку от пассажира. Специфика потребителей рынка агрегаторов в том, что обе группы заинтересованы в нарастании количества пользователей данной платформы. Чем больше водителей, тем удобнее платформа пассажирам. Чем больше пассажиров, тем востребованнее сервис агрегатора у водителей. Водители и пассажиры в пределах региона никак не ограничены в выборе того или иного агрегатора. Денежные потоки агрегатора могут формироваться только за счёт агентских комиссионных сборов от поездки.
Агрегаторы такси в РФ, в отличие от Европейского союза, заявляют себя IT-компаниями, которые помогают найти друг друга водителю и пассажиру. Поэтому они не подпадают под действие действующей редакции закона «О такси». У агрегатора нет «диспетчерской службы такси» и «транспортного средства». Агрегаторы не несут ответственности за риски ДТП, за несвоевременную доставку пассажира в точку назначения, не несут расходов на лицензирование, техническое обслуживание, медицинский контроль, что делает бизнес-модель чрезвычайно привлекательной. Онлайн-сервисы могут заключать партнёрства с целыми таксопарками, могут привлекать «независимых» самозанятых водителей.

## История
Агрегация услуг частных лиц, в том числе совместных поездок, — это старые концепции, с приходом новых технологий сильно изменившиеся. В связи с нефтяным кризисом в США в конце 70 годов, правительство приняло меры стимулирования совместных поездок (т. н. «райдшеринг» или «карпулинг»). Водителям, бравшим с собой попутчиков, позволили пользоваться выделенными полосами на трассах. Благодаря этой мере и другим почти четверть американцев к концу 80-х годов практиковала райдшеринг на междугородних маршрутах.
Стартап Zingo в 2003 году посредством мобильных технологий начал связывать пассажиров и водителей. Zingo автоматически искал ближайшего таксиста для пассажира. Пассажиру было нужно позвонить по мобильному телефону на номер службы, а служба передавала данные пассажира водителю.
В 2007 году в США запустили другой стартап Zimride. Zimride работал для совместных междугородних поездок и использовал сервис Facebook. Из Zimride в 2012 появился Lyft, главный конкурент Uber на американском рынке.

### По странам

#### В России
Российский рынок такси имеет свои особенности. Культура частного извоза сложилась исторически. Агрегирующие спрос и предложение решения, стали разрабатывать местные игроки — они выросли из старых сервисов такси. Классические операторы работали в России уже долгие годы и держались за свою долю рынка. Многие из них начинали с приёма заказов по телефону и постепенно переходили к модели агрегации такси. Конкуренцию им составили зарубежные сервисы, появившиеся в России в начале 2010-х. В 2008 был запущен один из первых в России агрегатор заказов такси — Российскую биржу такси (РБТ) в b2b сегменте.
Появление агрегаторов привело к исчезновению уличного частного извоза с запросом по голосованию, частные извозчики предпочли водительские приложения. В первую очередь этот процесс начался со столичных городов. В регионах тоже идёт этот процесс, но там он начался позже.

#### В Европейском союзе
В ЕС суды и контролирующие органы начинают работу с определения причастности сервиса к ISS. Директива 98/34 определяет ISS как «любую услугу, обычно предоставляемую за вознаграждение, на расстоянии, с помощью электронных средств и по индивидуальному запросу получателя услуг». Далее, если платформа не является частью ISS, то определяется, частью какого регулярного бизнеса она является.
Директивы Евросоюза (2000/31/EU), закон о цифровых услугах (Regulation EU 2022/2065) и закон о цифровых рынках (Regulation EU 2019/1150) регулируют деятельность ISS.
В ЕС причастность к ISS является ключевым фактором для определения является ли компания агрегатором такси или нет. В 2018 году в деле C-434/15: Asociación Profesional Elite Taxi v. Uber Systems Spain SL было вынесено решение, что Uber не является ISS, потому как:
1. Uber осуществляет значительный контроль над условиями, в которых водители предоставляют услуги, осуществляет значимый контроль над качеством транспортных средств, водителями и их поведением, что в некоторых обстоятельствах может привести даже к их устранению.
2. Uber формирует стоимость поездки

На основании этих выводов Европейский Суд CJEU пришел к заключению, что посреднические услуги, предоставляемые Uber, рассматриваются как неотъемлемая часть общей услуги, основным компонентом которой является транспортная компания осуществляющей транспортные услуги, и, соответственно, она должна классифицироваться не как ISS, а как «услуга в области транспорта», в значении Статьи EC 2(2)(d) Директивы 2006/123.
В 2020 году в рамках Case C-390/18: Airbnb Ireland UC v. Hotelière Turenne SAS, Valhotel CJEU использовал для доказательства того, что агрегатор такси UBER отличается от маркетплейса AirBnb (определен как ISS) тем, что UBER не только определяет стоимость поездки, но и встает посредником между заказчиков и пассажиром — ни пассажир, ни водитель не влияют на тарифы будущей сделки и не видят предложения друг друга.

## Трудовые отношения таксистов и агрегаторов
Для получения работы с агрегатором требуется лишь скачать необходимое приложение и зарегистрироваться. Однако даже такие отношения, возможно, являются трудовыми.
Агрегаторы обычно придерживаются мнения о том, что не обязаны соблюдать требования трудового законодательства по ответственности за работника на рабочем месте и минимальному уровню социальных гарантий. Работа в агрегаторах снижает уровень социальной защиты.
В 2015 году прошла волна протестов против Uber в Европе, одного из агрегаторов Такси. Приложение фактически оставило без работы ряд ранее занятых в отрасли перевозок: регуляторов, операторов, контролёров. А также позволило наём водителей без местных разрешений и лицензий. Изменение условий работы на рынке вызвало демпингу пассажирских перевозок. Демпинг в свою очередь привёл сначала к протестам таксистов. Затем к таксистам присоединились пользователи с требованием обеспечить минимальную зарплату таксистам.
В 2016 году Суд Великобритании по групповой жалобе таксистов, работавших по 80-90 часов в неделю и спавшим в машинах, при этом они не получавшим даже минимальную заработную плату принял положительное решение и признал её обоснованной. Апелляция UBER на решение суда была отклонена.
Уже в 2018 году Высший суд Европейского союза принял решение, которым признал крупнейшего международного агрегатора такси транспортной компанией, что привело к юридическим последствиям. В своём решении суд постановил, что агрегатор, который через приложение для смартфонов соединяет водителей с пассажирами для обслуживания на коммерческой основе, должен рассматриваться как транспортная служба.
В 2021 году Верховный суд Великобритании постановил, что водители Uber не являются индивидуальными предпринимателями. Водители Uber в Соединенном Королевстве имеют право на трудовые выплаты и гарантии, такие как минимальная зарплата и отпускные.
В 2023 году суд Нью-Йорка обязал Компании Uber и Lyft заплатить 328 миллионов долларов, чтобы урегулировать претензии по поводу того, что они «систематически обманывали» нью-йоркских водителей, лишая их зарплаты и льгот.
В 2024 году Верховный Суд Австралии обязал Uber выплатит 272 миллиона долларов в качестве компенсации водителям такси и наемных автомобилей, которые понесли убытки после «агрессивного» выхода компании на австралийский рынок.

## Законодательство
Деятельность агрегаторов запрещена или сильно ограничена (настольно, что пришлось менять стандартную схему работы). Например, в Бразилии, Канаде, Китае, Японии, Корее, Индии, Испании и Франции. Попытки регулирования платформенных компаний в России не дают эффекта, происходит их укрупнение и усиление.
Употребление понятия «агрегатор такси» некорректно с т. з. действующего законодательства Российской Федерации.
Согласно Закону РФ от 07.02.1992 N 2300-1 «О защите прав потребителей» такие лица являются «владельцами агрегатора информации о товарах (услугах)», в данном случае владельцами агрегатора информации об услугах такси, причем их обязанности перед потребителями, которые они нарушают, явно определены.
Данная позиция подтверждается судебной практикой, например делами № А40-72718/19-139-616, № А56-111312/2019, № А40-184425/20-84-1261, № А40-184425/20-84-1261 и другими.
|  | В России проблема полной безответственности так называемых агрегаторов заказов стоит уже который год. Речь идёт не о потере денег, а об ущербе жизни и здоровью. Если машина попадает в ДТП , агрегатор переводит все стрелки на водителей. А водители, как правило, нищие, с них ничего не возьмёшь. Я считаю, что наша страна должна двигаться в том же направлении, что и Европа, и обязать агрегаторов заказов нести ответственность в соответствии с транспортным законодательством.Пётр Шкуматов, член общественного совета при ГУ МВД России |